# Société américaine de botanique
La Société américaine de botanique (en anglais Botanical Society of America) est une société savante des États-Unis d'Amérique destinée à promouvoir l’étude scientifique des végétaux.
Elle a été créée en 1906 de la fusion du Club botanique de l’Association américaine pour l'avancement des sciences (fondé en 1893), de la Society for Plant Morphology and Physiology (fondée en 1896) et de l’American Mycological Society (fondée en 1903). 
Les membres initiaux sont des scientifiques des États-Unis et du Canada. Aujourd’hui, ils appartiennent à plus de quatre-vingts nations différentes.
Le premier président de la Société est George Francis Atkinson (1854-1918) (jusqu’en 1907), le vice-président est Nathaniel Lord Britton (1859-1934) (jusqu’en 1907), le trésorier est Charles Arthur Hollick (1857-1933) (jusqu’en 1916) et le secrétaire Duncan Starr Johnson (1867-1937) (jusqu’en 1909).
En février 1914, le Jardin botanique de Brooklyn fait paraître le premier numéro de l’American Journal of Botany, journal officiel de la Société. Il est dirigé par Frederick Charles Newcombe (1858-1927) et est remplacé en 1917 par Charles Elmer Allen (1872-1954). Dix-huit directeurs de publication se sont succédé jusqu’à aujourd’hui, le dernier en date étant Karl Joseph Niklas (1948-).
En 1955, la Société commence à faire paraître Plant Science Bulletin, revue d’abord dirigée par Harry Fuller (jusqu’en 1958).